# Abdirizak Haji Hussein

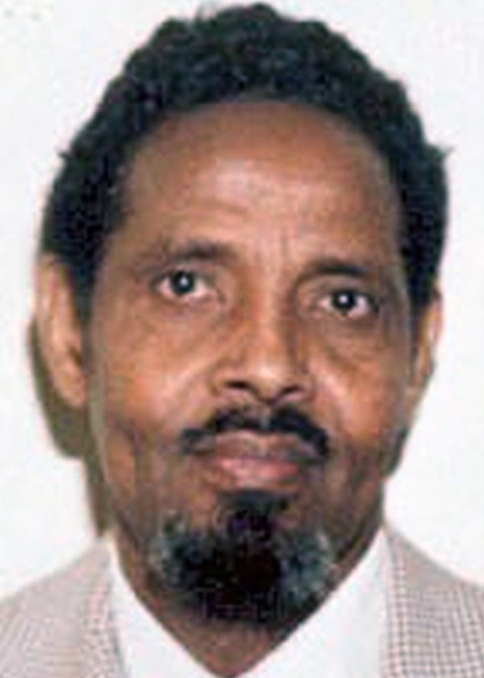
Abdirizak Haji Hussein

Abdirizak Haji Hussein, arabisch عبد الرازق حاجي حسين (* 24. Dezember 1924 in Gaalkacyo; † 31. Januar 2014 in Minneapolis, Vereinigte Staaten) war ein somalischer Politiker und vom 14. Juni 1964 bis zum 15. Juli 1967 Premierminister des Landes. Er war Mitglied der Somalischen Jugendliga. Ab dem 22. Juli 1960 war er bereits als Innenminister tätig, am 19. November 1962 wurde er zum Minister für öffentliche Arbeit und Kommunikation; diesen Posten gab er mit der Ernennung zum Premierminister auf.